# Ravine des Poux
La ravine des Poux est une ravine française de l'île de La Réunion, département d'outre-mer dans le sud-ouest de l'océan Indien. Intermittent, le cours d'eau auquel elle sert de lit coule d'est en ouest sur le territoire communal de Saint-Leu avant de se jeter dans la baie de Saint-Leu. Ce faisant, la ravine franchit le centre-ville de la commune.

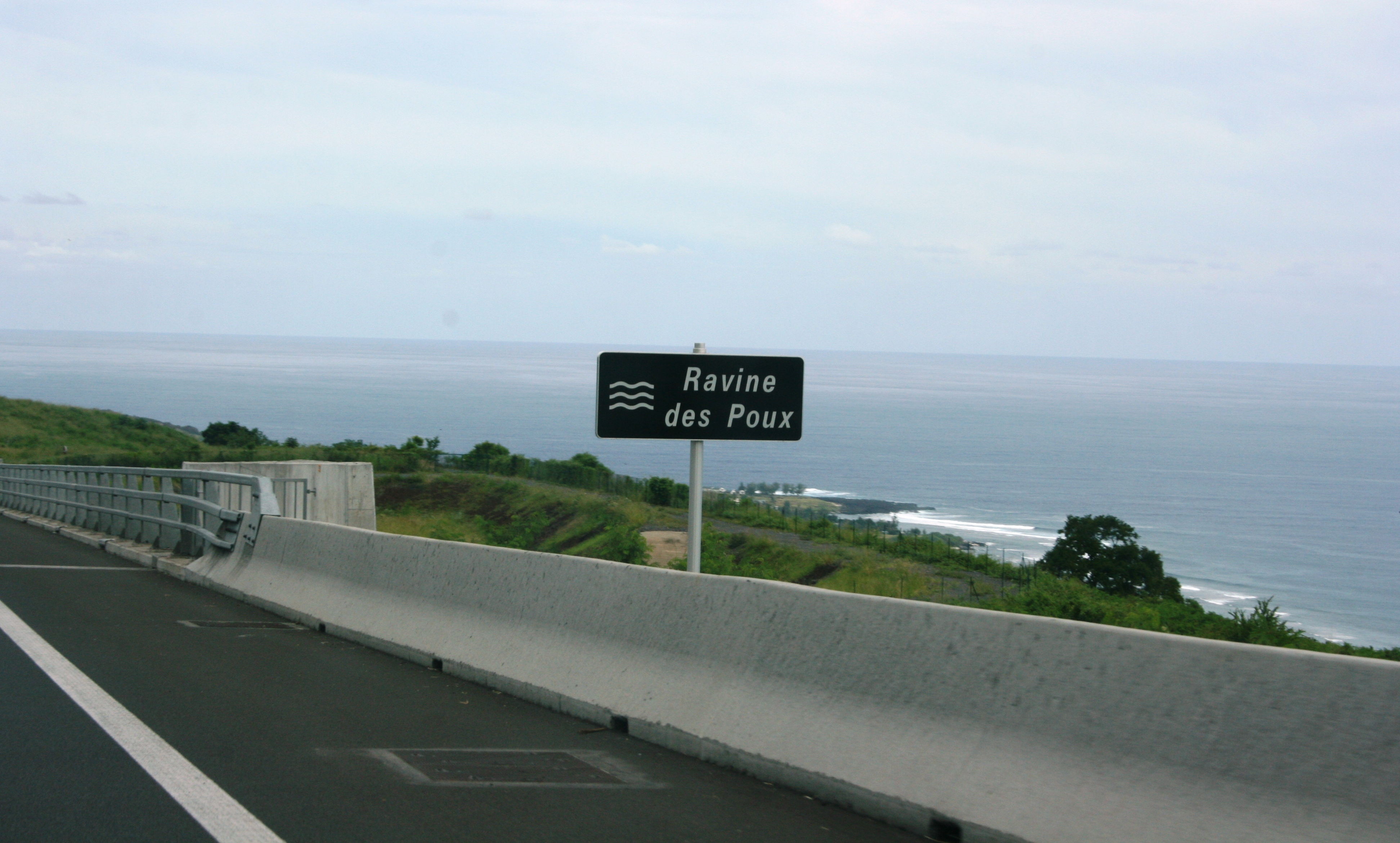
Panneau de signalisation routière indiquant la Ravine des Poux le long de la route des Tamarins.